# Anthony Roberts (basket-ball, 2000)
Ne doit pas être confondu avec Anthony Roberts, joueur de basket-ball né en 1955.
Pour les articles homonymes, voir Anthony et Roberts.
Anthony Joshua Roberts, né le 2 janvier 2000 à Détroit, au Michigan, est un joueur américain de basket-ball évoluant aux postes de meneur et d'arrière.

## Biographie

### Carrière universitaire
Entre 2018 et 2020, il joue pour les Golden Flashes de Kent State à l'université d'État de Kent.
Entre 2020 et 2021, il joue pour les Bonnies de Saint Bonaventure à l'université de Saint-Bonaventure.
Entre 2021 et 2022, il joue pour les Seawolves de Stony Brook à l'université d'État de New York à Stony Brook. Il termine meilleur marqueur de son équipe sur la saison 2021-2022.

### Carrière professionnelle

#### Vitória Guimarães (2022-2023)
Le 30 août 2022, il renonce à sa dernière année universitaire et signe son premier contrat professionnel avec l'équipe portugaise de Vitória Guimarães (en).
Le 22 juin 2023, automatiquement éligible à la draft 2023 de la NBA, il n'est pas sélectionné.

#### ESSM Le Portel (2023)
Le 4 juin 2023, il signe un contrat avec l'équipe française de l'ESSM Le Portel. Il quitte Le Portel fin octobre 2023, le club n'étant pas satisfait de son efficacité (3,3 passes décisives en moyenne par rencontre).

## Palmarès

### Universitaire
- America East Second Team en 2022
- MAC All-Freshman Team en 2019

### En club
- Meilleur marqueur du championnat portugais en 2023

## Statistiques

### Universitaires
Les statistiques d'Anthony Roberts en matchs universitaires sont les suivantes :
| Saison    | Équipe            | Matchs | Titul. | Min./m | % Tir | % 3pts | % LF | Rbds/m. | Pass/m. | Int/m. | Ctr/m. | Pts/m. |
| --------- | ----------------- | ------ | ------ | ------ | ----- | ------ | ---- | ------- | ------- | ------ | ------ | ------ |
| 2018-2019 | Kent State        | 31     | 2      | 17,6   | 42,6  | 28,6   | 72,0 | 1,65    | 1,32    | 0,77   | 0,03   | 5,87   |
| 2019-2020 | Kent State        | 30     | 20     | 29,0   | 44,0  | 36,3   | 76,5 | 2,93    | 2,37    | 0,90   | 0,13   | 12,70  |
| 2020-2021 | Saint Bonaventure | 3      | 0      | 21,3   | 26,1  | 16,7   | 75,0 | 2,67    | 2,67    | 0,67   | 0,33   | 5,33   |
| 2021-2022 | Stony Brook       | 29     | 18     | 29,6   | 40,9  | 31,5   | 82,3 | 4,17    | 2,62    | 0,72   | 0,28   | 16,34  |
| Carrière  | Carrière          | 93     | 40     | 25,1   | 41,9  | 32,5   | 79,0 | 2,88    | 2,11    | 0,80   | 0,15   | 11,32  |